# الخرابة (الطائف)
الخرابة إحدى منازل درب زبيدة، وتقع حالياً في محافظة الطائف الواقعة غرب السعودية، ويبعد الموقع عن مركز عشيرة بحوالي 50 كم. يضم الموقع بركة تسمى «بركة الخرابة» وبجوارها قصر يتميز بتصميم فريد، ويتكون من غرفتين مفتوحتين على بعضهما ومحتويات الموقع مبني بالحجر.

## الوصف
يحتوي الموقع على بركة دائرية الشكل مدرجة من الأعلى إلى الأسفل، وتجاورها بركة مربعة وهي مدرجة كذلك، ويوجد بينهما غرفة للمراقبة وهي مبنية على مستوى سطح الأرض يتميز تصميمها بوجود القبب عليها، ولها أبواب ذات عقود نصف دائرية، ويمر من تحت مستوى الغرفة قناتان خاصتان بتصريف المياه من البركة المربعة التي تعمل كمصفاة إلى البركة الدائرية. تصل المياه إلى البركة عن طريق قناة أرضية مسقوفة، وهي تمتد من وادي العقيق لمسافة تقدر بحوالي 15 كم، وبالقرب من هناك توجد بركة العقيق.

## قصر بركة الخرابة
قصر أثري يقع بالقرب من قرية العدا الواقعة جنوب المحاني شمال الطائف، عبارة عن بركتَين، تفصل بينهما بقايا قصر قديم، ذي قبّتين في سقف واحد، على ضفة وادي العقيق، وتتغذى البرَك من سيله، والذي يُعدّ من أجمل الأودية من كثافة شجره، وخضرتها.

## تاريخ
بني في أواخر القرن الثاني الهجري ووصل عمره إلى أكثر من 1240، رممت البركة والقصر عام 1393هـ، بطريقة لم تفسده، وحافظت على روعته وجماله و مع تواجد البركة بجانبه و امتلاؤها بالمياه وقت الامطار خاصة مع تواجد الشجيرات حوله يجعله كالجنة الخضراء وسط الصحراء

## معرض صور

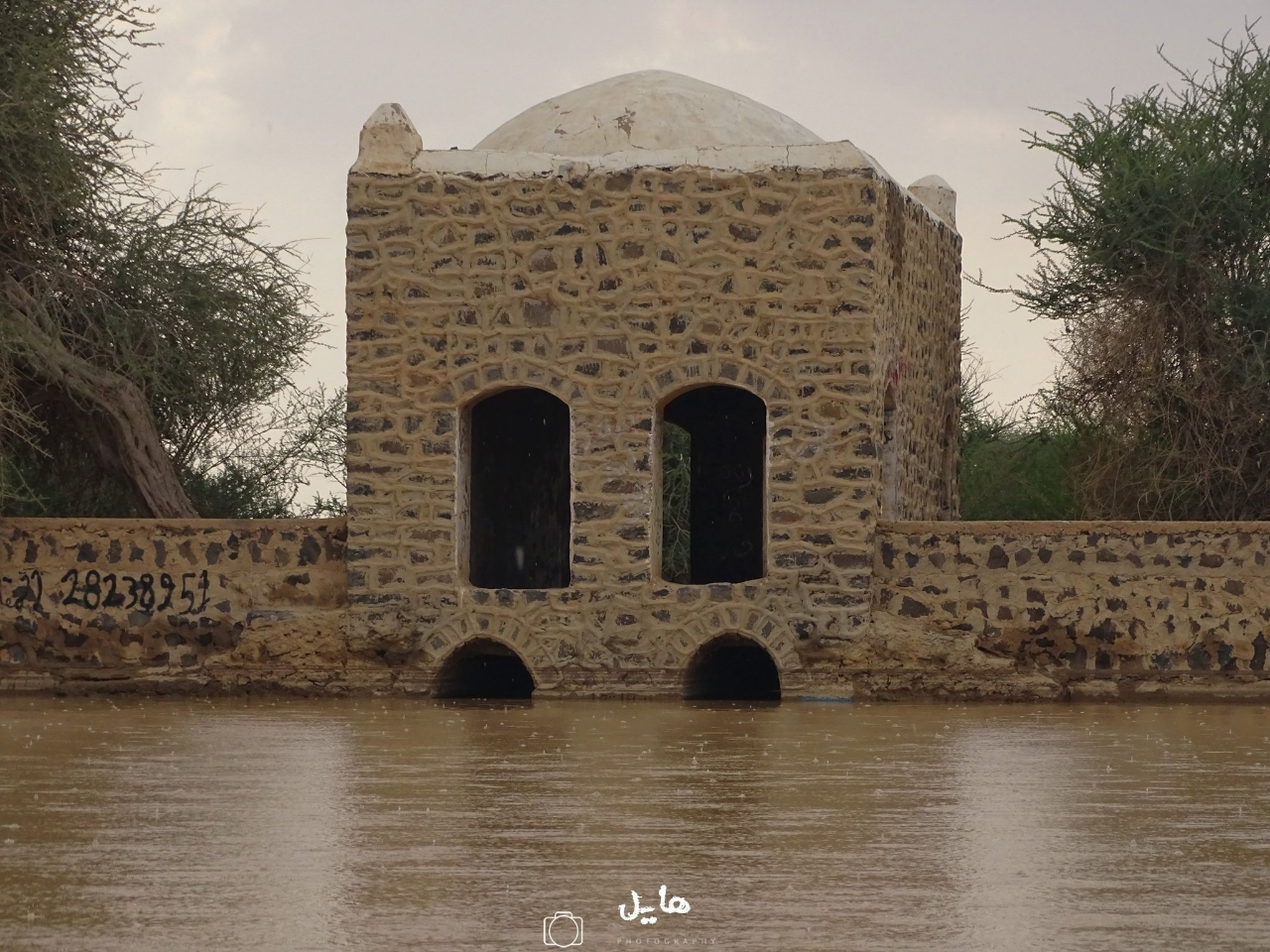
منظر القصر مع امتلاء البركة اكتوبر 2018
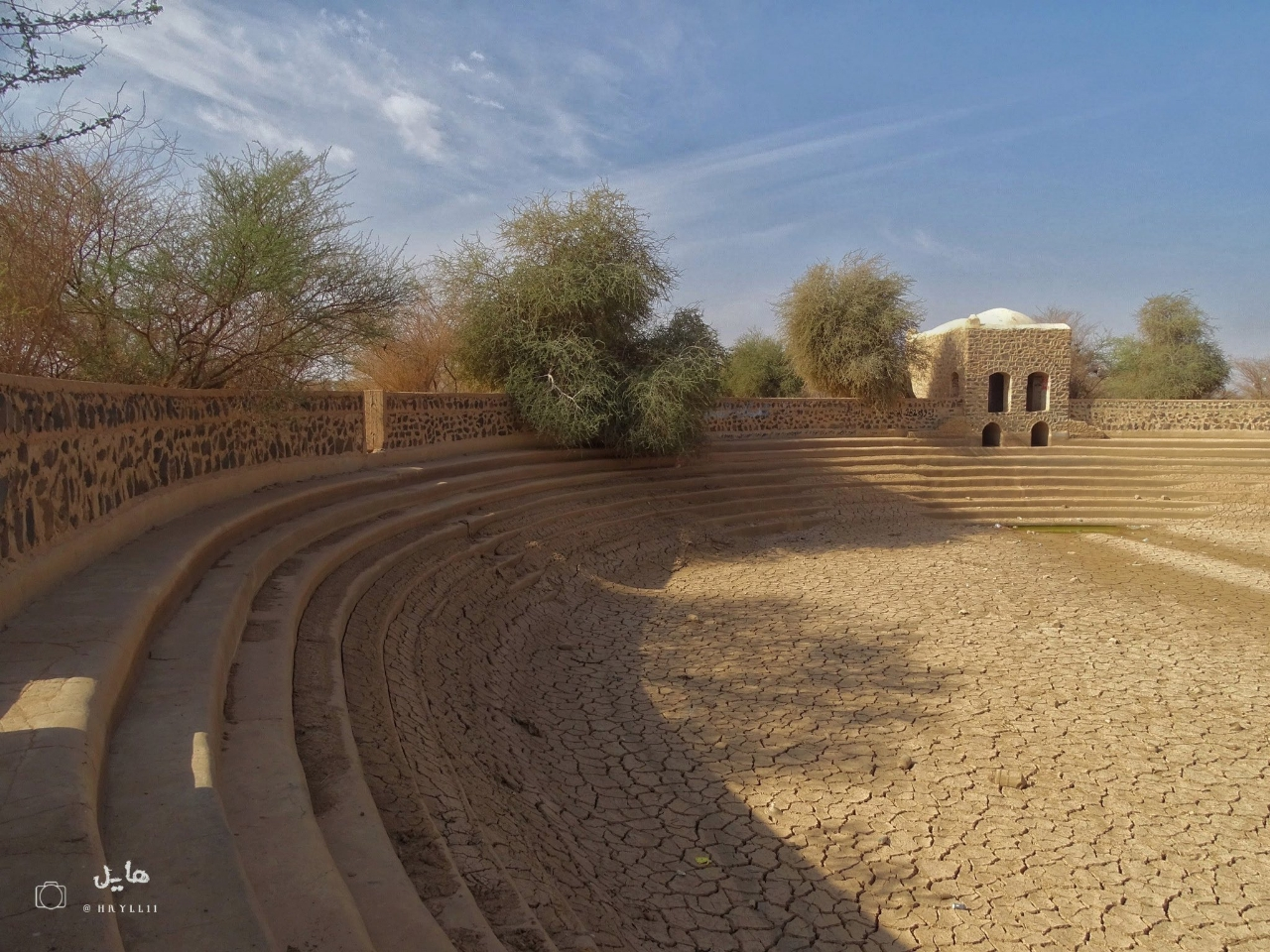
قصر هارون الرشيد اكتوبر 2019
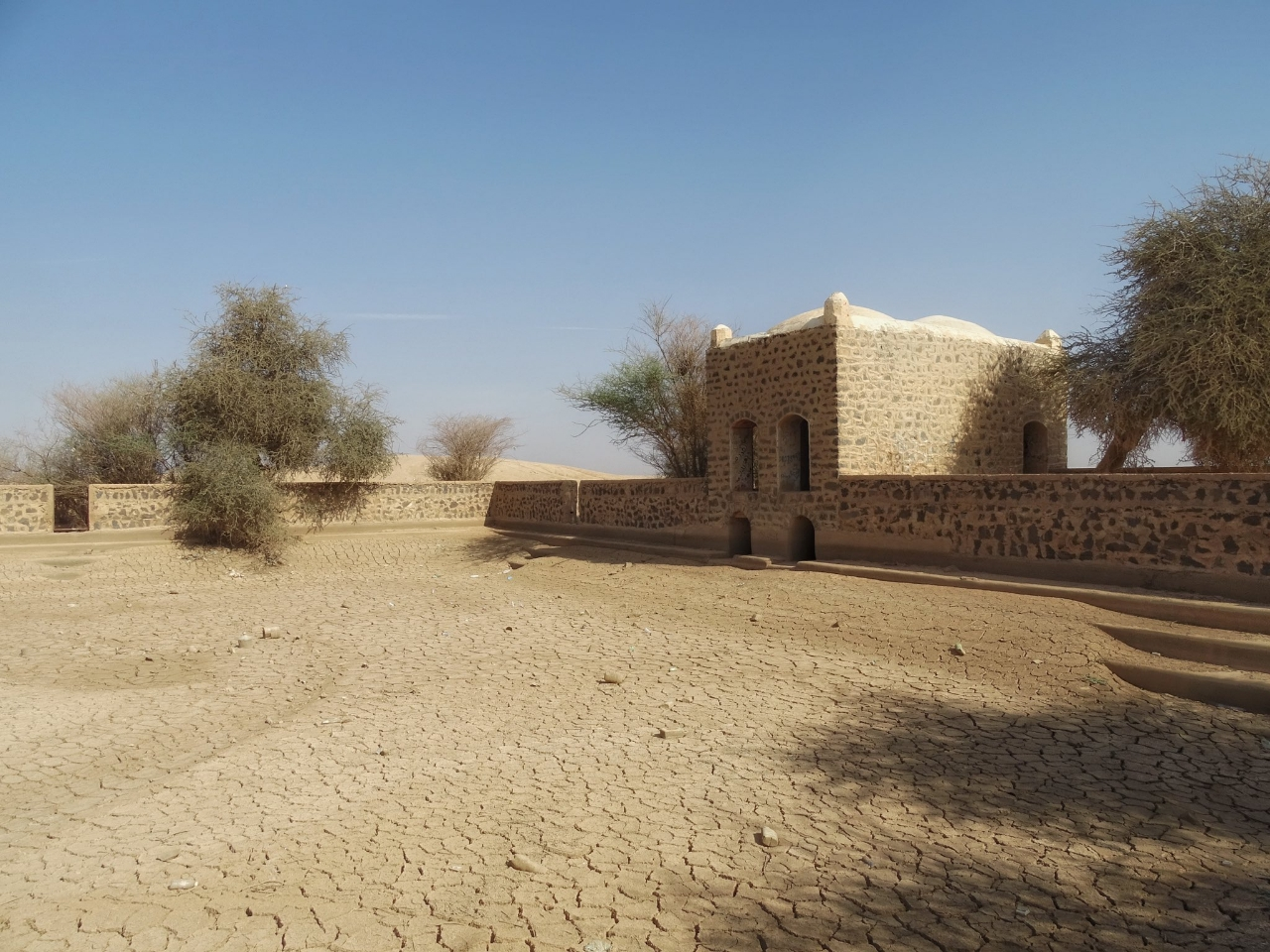
القصر 2019
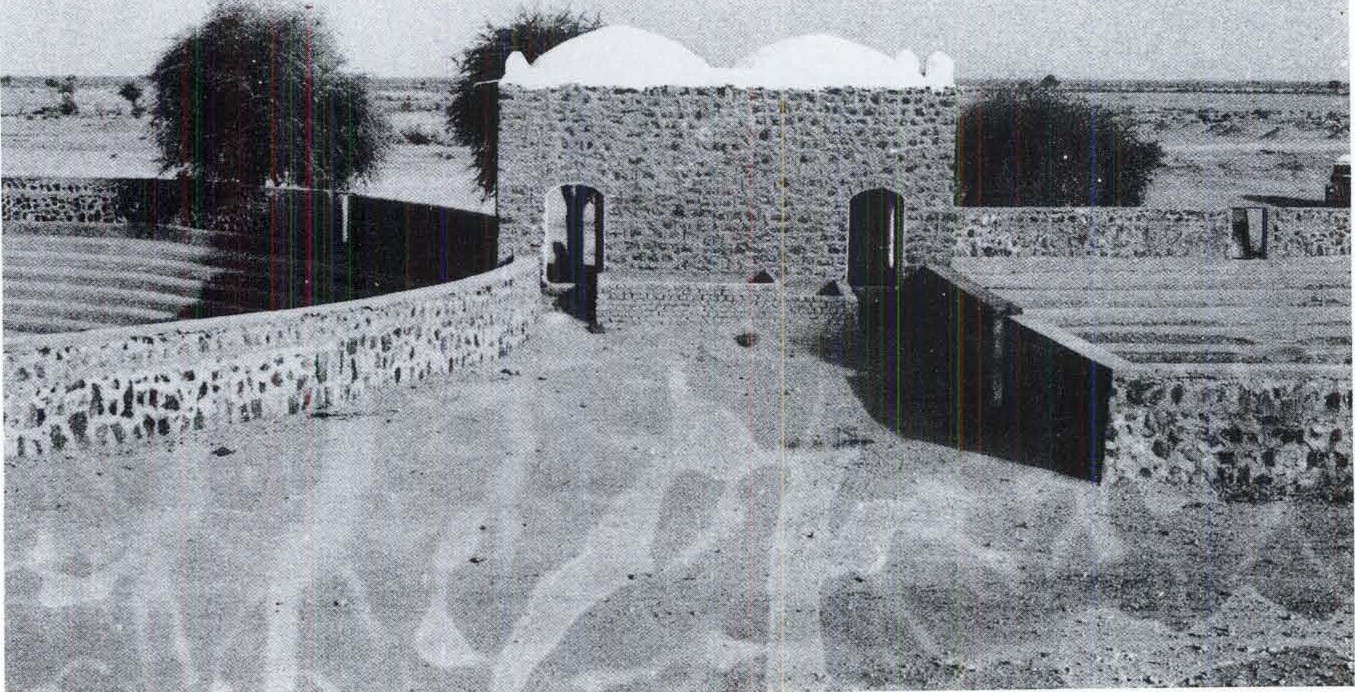
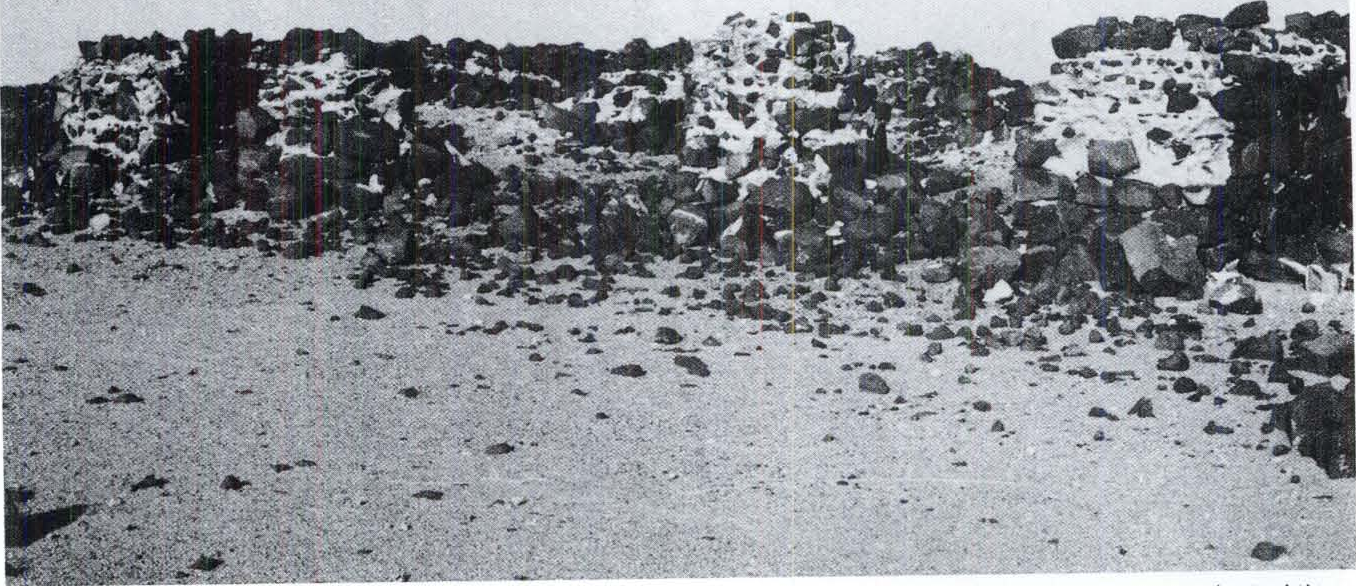
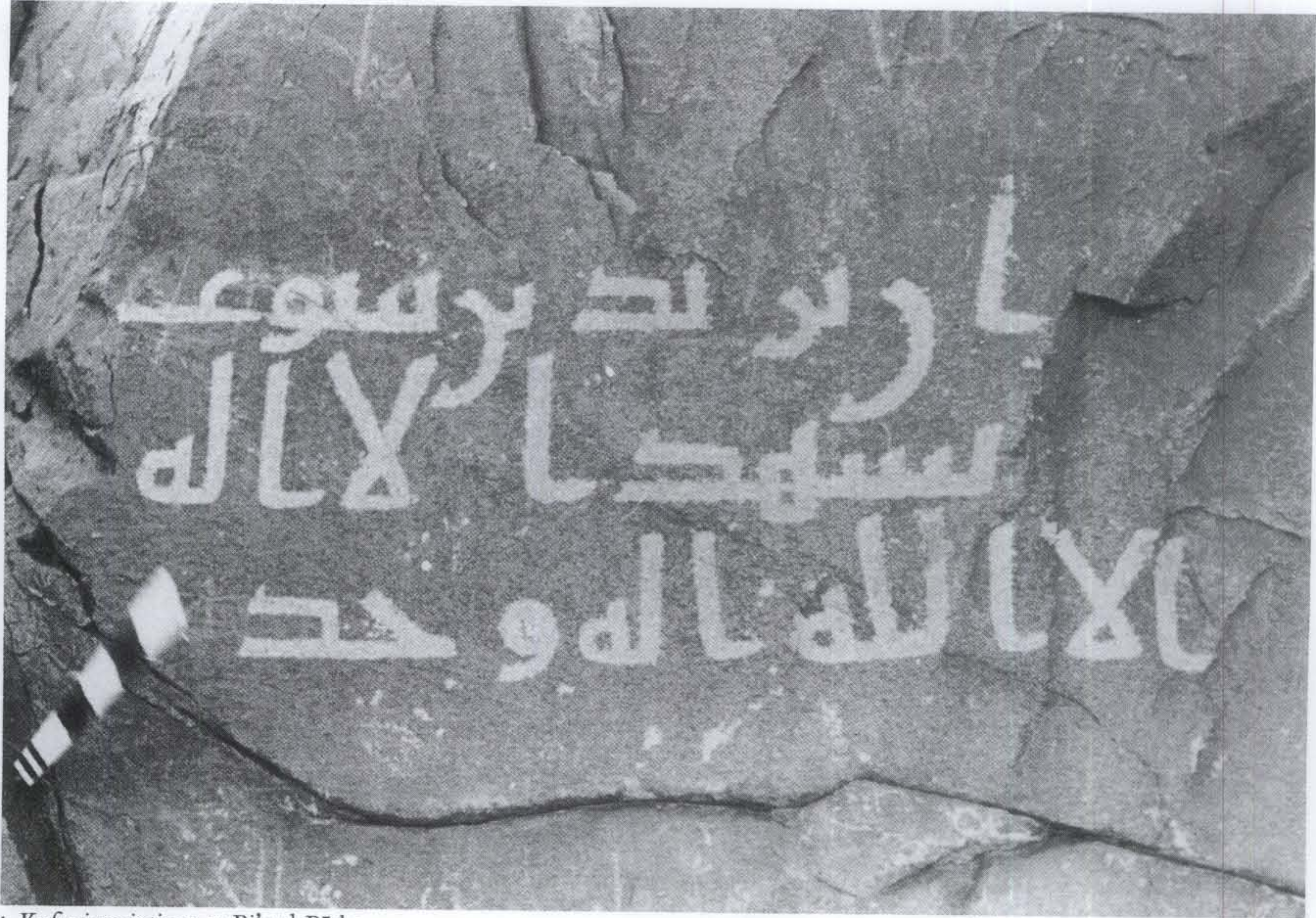